# Божо Комбол
Божо Комбол (Брибир 1897 — Загреб 1959) је бивши југословенски репрезентативац у куглању, члан Куглашког клуба Медведград из Загреба. Радио је као возач трамваја.
У периоду од 1932—1959. био је вишеструки првак Југославије, Хрватске и Загреба у појединачној конкуренцији.
Највећи међународни успех постигао је у Прагу 1968, обарањем незваничног светског рекорда. Од 1949. до 1955. играо је 12 пута за куглашку репрезентацију Југославије.